# The Big Swallow
The Big Swallow è un film del 1901 di James Williamson, uno dei primi registi del cinema inglese, appartenente alla scuola di Brighton.
Il film, dell'epoca pionieristica, si distingue per essere composto da più di un'inquadratura fissa e per l'originale utilizzo che fa dell'effetto di ingrandimento dovuto dall'avvicinarsi della figura all'obiettivo.
Il proprietario della bocca che inghiotte l'obbiettivo era Sam Dalton, un attore professionista che apparve in numerosi film di Williamson.

## Trama

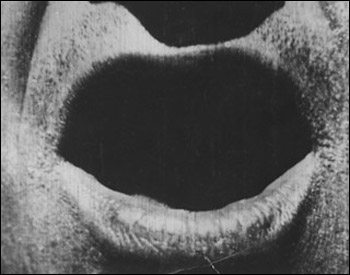
Primissimo piano della bocca aperta del gentiluomo inglese, appena prima di "inghiottire" l'operatore.

Il film ritrae un gentiluomo inglese che è deciso a non farsi riprendere dall'operatore (era a quell'epoca cosa assai comune filmare i passanti): gesticola, protesta, muove il bastone minaccioso, si toglie i pince-nez, corruga la faccia (che è sapientemente evidenziata dalla linea d'ombra del cappello). Si avvicina sempre di più, finché la sua bocca non è davanti alla telecamera: allora la apre e "inghiotte l'obiettivo", dove si vede un campo completamente nero; nella scena immediatamente successiva si vede la telecamera che scivola in un'apertura scura e lo stesso operatore, come se l'uomo fosse diventato gigante e fosse stato capace di inghiottire il malcapitato operatore: nell'inquadratura successiva si vede infatti che si allontana masticando con soddisfazione (nonostante la cinepresa sia stata teoricamente ingoiata).

## Produzione
Il film si distingue per l'ampiezza della profondità di campo (dalla figura intera al primissimo piano) e gioca sulla variazione delle proporzioni. La visuale dell'operatore sembra presagire un primissimo embrione di soggettiva, che verrà effettivamente sviluppata di lì a poco dagli altri cineasti inglesi della scuola di Brighton (in particolare da George Albert Smith).
Vi si può notare come nel cinema delle origini l'operatore non sia ancora invisibile (questa regola diventerà fissa solo nel classicismo hollywoodiano dal decennio successivo) e come il cinema inglese nascondesse nelle sue corde più profonde sempre un messaggio di educazione e di moralismo, influenzato dalla morale vittoriana: in questo caso il messaggio è "non importunare i passanti".